# Острва Хурија Мурија
Острва Хурија Мурија (арап. جزر خوريا موريا‎) су група од пет острва у Арабијском мору, 40 km удаљена од југоисточне обале Султаната Омана. Острва чине део покрајине Острва Шалим и Халанијат, а припадају губернији Зуфар.

## Историја
У давној прошлости, острва су носила име Зенобији или Зенобијска острва (грч. Ζηνοβιου νησια; лат. Zenobii Insulae) или Доличе ( грч. Δολιχη). Острва се помињу код неколико раних писаца, укључујући Птолемеја (vi. 7. § 47), који их помиње као седам малих острва која леже у Хурија Мурија заливу (грч. Σαχαλιτης κολπος; лат. Sinus Sachalites), у близини улаза у „Персијски залив“ (највероватније мислећи на садашњи Аденски залив).
Од 1854. године, хами (султан) Муската (касније Муската и Омана, а сада Омана) уступио је острва Британији и 1868. су она била прикључена Аденском насељу (ономе што је садашњи Јемен). Као британски посед до 1967. године, становници ових острва били су под управом британског гувернера у Адену до 1953. године, а затим британског Високог комесаријата до 1963. године, и на крају главног британског политичког аташеа у Персијском заливу (са седиштем у Бахреину). Дана 30. новембра 1967. године, Лорд Карадон, британски амбасадор у Уједињеним нацијама, најавио је да ће у складу са жељама локалног становништва, острва бити враћена под територију Муската и Омана, упркос критикама председника Кахтана Мухамеда ал-Шабија да би острва требало припојити Народној Републици Јужном Јемену.

## Острва
| Острво               | Арапски         | Транскрипција         | Површина (km²) | Координате                                             |
| -------------------- | --------------- | --------------------- | -------------- | ------------------------------------------------------ |
| Ал-Хасикија          | جزيرة الحاسكية  | Ǧazīrat al-Ḥāsikiyya  | 2              | 17° 28′ 28″ N 55° 36′ 05″ E / 17.47444° С; 55.60139° И |
| Ал-Сауда             | الجزيرة السوداء | al-Ǧazīra al-sawdāʾ   | 11             | 17° 29′ 28″ N 55° 51′ 18″ E / 17.49111° С; 55.85500° И |
| Ал-Халанија          | جزيرة الحلانية  | Ǧazīrat al-Ḥallāniyya | 56             | 17° 30′ 52″ N 56° 01′ 29″ E / 17.51444° С; 56.02472° И |
| Џарзаут              | جرزعوت          | Ǧazīrat Ǧarzaʿūt      | 0.3            | 17° 37′ 01″ N 56° 08′ 24″ E / 17.61694° С; 56.14000° И |
| Ал-Киблија           | الجزيرة القبلية | Ǧazīra al-qibliyya    | 3              | 17° 30′ 00″ N 56° 20′ 15″ E / 17.50000° С; 56.33750° И |
| Острва Хурија Мурија | جزر خوريا موريا | Ǧuzur Ḥūriyā Mūriyā   | 73             | 17° 30′ N 56° 00′ E / 17.500° С; 56.000° И             |

### Ал-Халанија
Ал Халанија (الحلانية) је највеће и једино насељено острво из групе Хурија Мурија острва. Налази се у самом центру групе, осам километара источно од Ал-Сауде, најближег острва, и другог по величини. Површина острва износи 56 квадратних километара. Једино насељено место се налази на равном западном делу острва, са популацијом у распону од 100 до 150 становника. Острву се може прићи бродом или авионом. Писта се налази у близини села. Становници се углавном баве риболовом. На основу истраживања Фондације за угрожене језике, становници ових острва говоре Џибали језик, познат још и као Шехри, који спада у савремене јужноарабљанске језике.
Острво је углавном пусто и неплодно, осим неких врста биљака и мало траве на источној страни. На централном делу острва издижу се гранитни врхови. Највиши врх достиже висину од 495 метара.